# Joachim Huttel
Joachim Huttel ist ein ehemaliger deutscher Basketballspieler.

## Werdegang
Im Zeitraum 1982 bis 1987 bestritt er für den Bundesligisten MTV 1846 Gießen insgesamt 33 Einsätze (1,3 Punkte/Spiel). 1987 wechselte er zum TSV Krofdorf-Gleiberg.